# سهل البحايرة
سهل البحايرة هو سهل بولاية ولاية أم البواقي الجزائرية.

## جغرافيا

### الموقع
يقع في سفح جبل فم الحليق.

## تاريخ

### التسمية
وهو معروف في المنطقة باسم البحايرة الطويلة أو بحايرة دريد لأن سكانه من القبائل الدريدية التي استوطنت المنطقة منذ الهجرات الهلالية الأولي لشمال أفريقيا.

## الإنتاج
ويمتاز هذا السهل بخصوبته، وتبلغ حصيلة الهكتار الواحد في العام الماطر من 50 قنطارا فما فوق.